# Beire (Navarra)
Beire ist eine spanische Gemeinde in der Comunidad Foral de Navarra und der Comarca Tafalla mit 288 Einwohnern (Stand: 2024).
Nachbargemeinden sind San Martín de Unx im Norden, Ujué im Osten, Pitillas im Süden und Olite im Westen.

## Sehenswürdigkeiten
- Palacio der Condes de Ezpeleta
- Kirche des Dorfes mit dem Vorplatz in der Calle Mayor